# Jabłka Hesperyd
Jabłka Hesperyd – w mitologii greckiej jabłka rosnące w należącym do Hery ogrodzie na dalekim zachodzie. Pilnowały ich nimfy Hesperydy – córki Atlasa oraz stugłowy smok, który nigdy nie zasypiał.
Zdobycie tychże jabłek było jedną z 12 prac Heraklesa, której nie wykonał on jednak osobiście, ale polecił to zrobić Atlasowi, który zerwał dla niego owoce.